# Arzamas
Arzamás (en ruso: Арзама́с) es una ciudad del óblast de Nizhni Nóvgorod, Rusia, situada sobre el río Tyosha (un afluente del río Oká), a 410 km al este de Moscú. Según el censo de 2024, cuenta con una población de 103.629 habitentes

## Historia
Arzamás fue fundada en 1578 por Iván el Terrible en las tierras pobladas en su momento por los mordvinos. En 1737 vivían más de 7000 personas en Arzamás y la ciudad se convirtió en un importante centro de tránsito en la ruta de Moscú a las regiones orientales de Rusia. Era conocida por sus ocas y cebollas, así como por su artesanía de cuero.
En 1781 Catalina la Grande dio Arzamás un oficial de la ciudad y su propio escudo de armas basado en los colores del regimiento de Arzamás. A principios de siglo XIX en Arzamás había más de veinte iglesias y catedrales, siendo la principal la Catedral de la Resurrección, que fue construida en estilo imperial para conmemorar la victoria rusa sobre Napoleón en 1812.

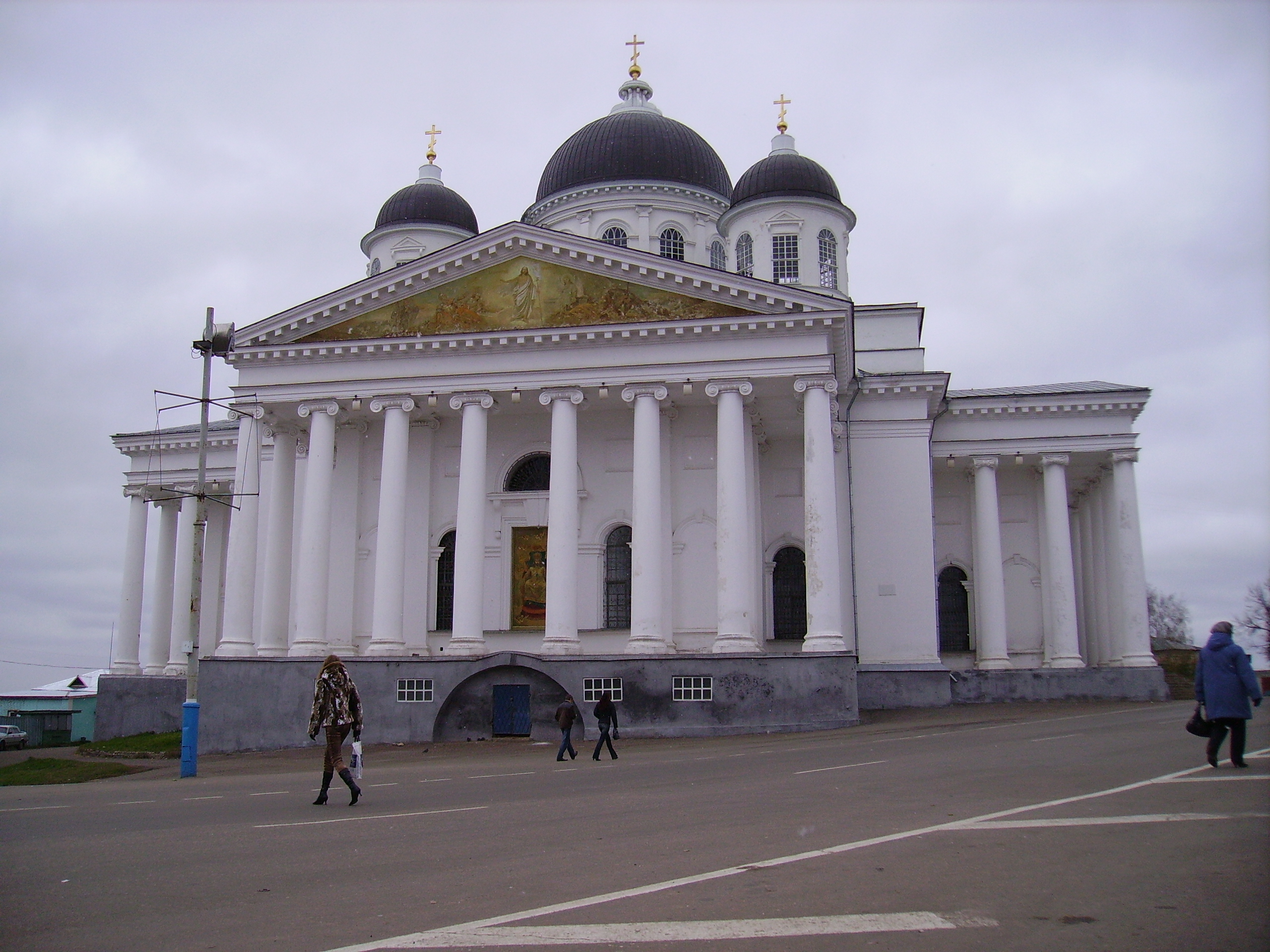
Catedral de la Resurrección.

Entre 1802 y 1861 en la ciudad existió la Escuela de arte de Aleksandr Stupin y muchos famosos artistas rusos estudiaron allí, como Vasili Perov.
Entre 1954 y 1957 Arzamás se convirtió en el centro del óblast de Arzamás, una efímera unidad administrativa que se separó del óblast de Gorki y posteriormente se fusionó de nuevo en ella.
El asteroide (10121) Arzamas descubierto en 1993 fue nombrado en honor de esta ciudad.

## Economía
La mayor fábrica de Arzamás es la Planta de Construcción de maquinaria (en ruso: Арзамасский машиностроительный завод), un fabricante especializado en vehículos militares y civiles. Ahora es parte de la corporación automovilística GAZ. También en Arzamaz se encuentra la planta de fabricación de yeso Peshelansky, que funciona desde 1933.

## Ciudades hermanadas
- Popovo, Bulgaria.
- Ruma, Serbia.
- Valozyn, Bielorrusia.